# NGC 2204
NGC 2204 là một cụm sao mở trong chòm sao Đại Khuyển. Nó được phát hiện bởi William Herschel vào ngày 6 tháng 2 năm 1785.